# Miguel Torres Gómez
Miguel Torres Gómez (Madrid, 28 de Janeiro de 1986) é um ex-futebolista da Espanha que atuava como lateral-direito.

## Carreira
Torres começou a carreira no Real Madrid.